# Синегуб, Лев Сергеевич
Лев Сергеевич Синегуб (1887 — 17 февраля 1908, Лисий Нос (ныне: в черте Петербурга), Российская империя) — террорист, участник революционного движения в Российской империи в начале XX века, член Северного боевого летучего отряда.

## Биография
Лев Синегуб по происхождению относился к мещанскому сословию; родился в семье «чайковцев» — Сергея Силыча Синегуба, приговоренного в 1877 году к девяти годам каторги, и его жены Ларисы Васильевны Чемодановой.
После ареста лидера Северного боевого отряда Альберта Трауберга управление организацией взял на себя Всеволод Лебединцев. Под его руководством террористы, включая и Синегуба, готовили убийство министра юстиции Щегловитова. Однако их выдал охранному отделению тайный агент-провокатор Евно Азеф, бывший одновременно руководителем Боевой организации эсеров. Всех членов боевого отряда арестовали 7 февраля во время их наблюдения за домом Щегловитова. Синегуб вместе с Лидией Стуре сидели в беседке, изображая влюбленную пару. Там к ним подошли агенты с целью арестовать. Синегуб сдался без сопротивления. В тот день были арестованы все девять террористов из ЛБО. Семеро из них, включая Льва Синегуба, были приговорены к смертной казни через повешение. Приговор был приведён в исполнение 17 февраля 1908 года в местечке под названием Лисий Нос.
Эта казнь побудила писателя Леонида Андреева написать «Рассказ о семи повешенных».

## Интересные факты
В романе-хронике советского писателя Льва Никулина «Мёртвая зыбь», посвященному истории проведения операции «Трест» ГПУ приводится следующая беседа агента ГПУ Зубова с бывшим жандармским офицером Петербургского охранного отделения Баскаковым:
— А правда, что вы сами «ставили» подпольные типографии, потом раскрывали их и получали за это награды?
— Были такие случаи. Это прекратил Джунковский. Он вообще нам мешал. Вы «Рассказ о семи повешенных» Леонида Андреева читали? Это в общем правильно написано. Только там не всё сказано.
— А что «не всё»?
— Это чистая провокация была. Покушение на Щегловитова, министра юстиции, в девятьсот восьмом. И заодно на Николая Николаевича — великого князя. Ставили эсеры — северный летучий боевой отряд. Там в отряде действовал Левский-Синегуб, наш агент. Поймали всех с бомбами у квартиры Щегловитова на углу Мойки и Невского.
— Ну и что?

— Повесили. Не Левского, конечно, а тех... семерых. А Щегловитова даже в Петербурге в то время не было.
Во время жизни в Благовещенске невестой Льва Синегуба была Надежда Владимировна Ершова — внучка Петра Ершова.